# Тамарильйо
Тамарильйо (Solanum betaceum) — рослина з роду Паслін родини пасльонових. Інші назви «Цифомандра бурячна», «томатне дерево», «тамаморо».

## Опис
Невеличке вічнозелене дерево. Досягає заввишки 2-3 м, має досить великі блискучі листя овальної форми. Квітки рожево-білі, мають дуже приємний аромат. Рослина живе всього 15 років, плодоносити починає з другого року життя.
Ягоди яйцеподібної форми завдовжки від 5 до 10 см. Ростуть гронами, в кожній з яких від 3 до 12 плодів. Зверху плоди вкриті блискучою твердою шкіркою, що має гіркий смак. Забарвлення плодів може бути будь-якою в залежності від сорту (червоною, помаранчевої, жовтого, фіолетового тощо). Зовні плоди нагадують довгоплідні помідори. Тому перші конкістадори, котрі познайомилися з цим фруктом, назвали його томатним деревом.
М'якоть тамарільйо на смак кисло-солодко-солона, трохи нагадує смак томатного соку. Відмінність полягає в наявності у плодів характерного аромату тропічних фруктів. Колір м'якоті найчастіше золотисто-рожевий. Усередині плоду містяться насіння чорного кольору, які тонкі і круглі.

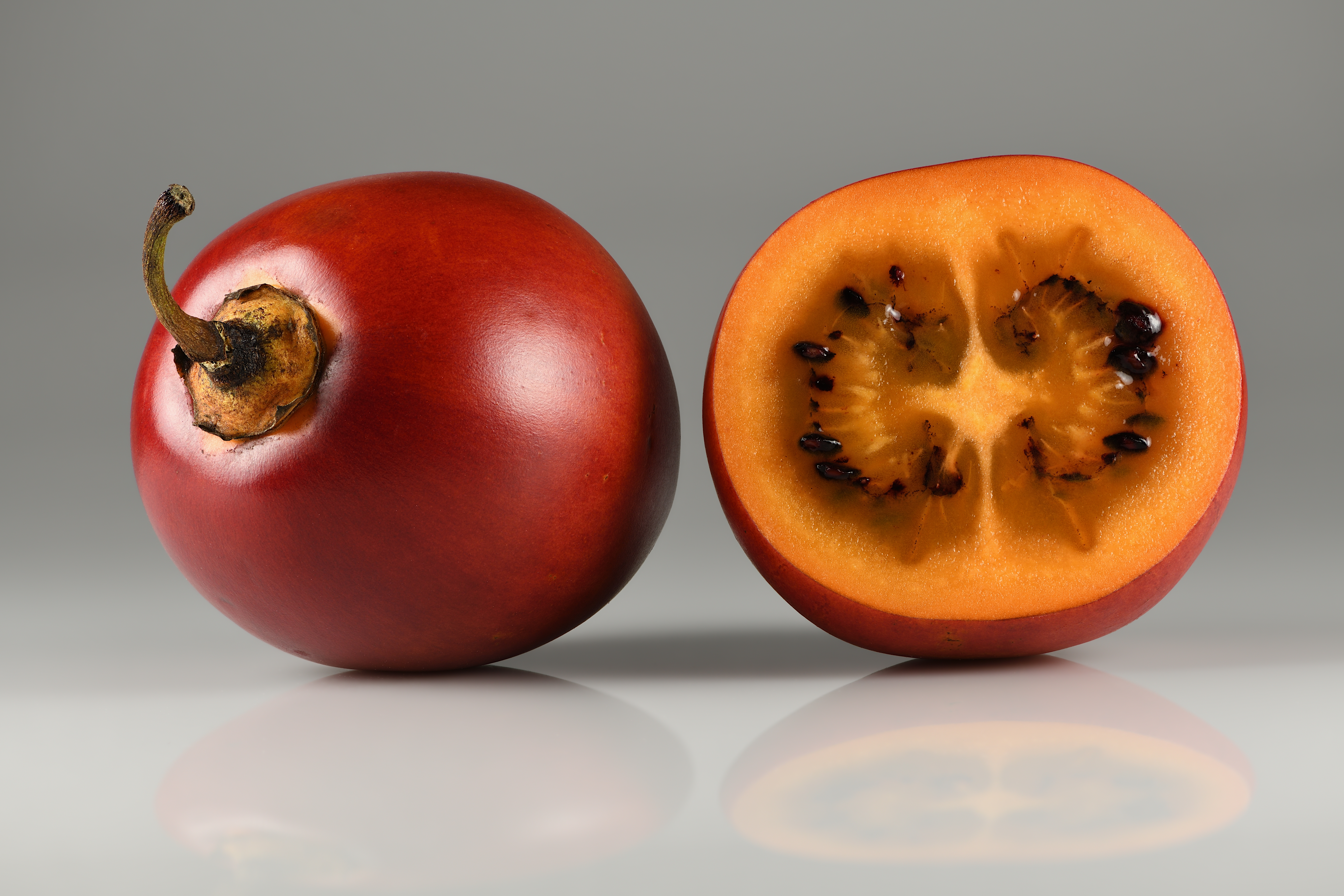
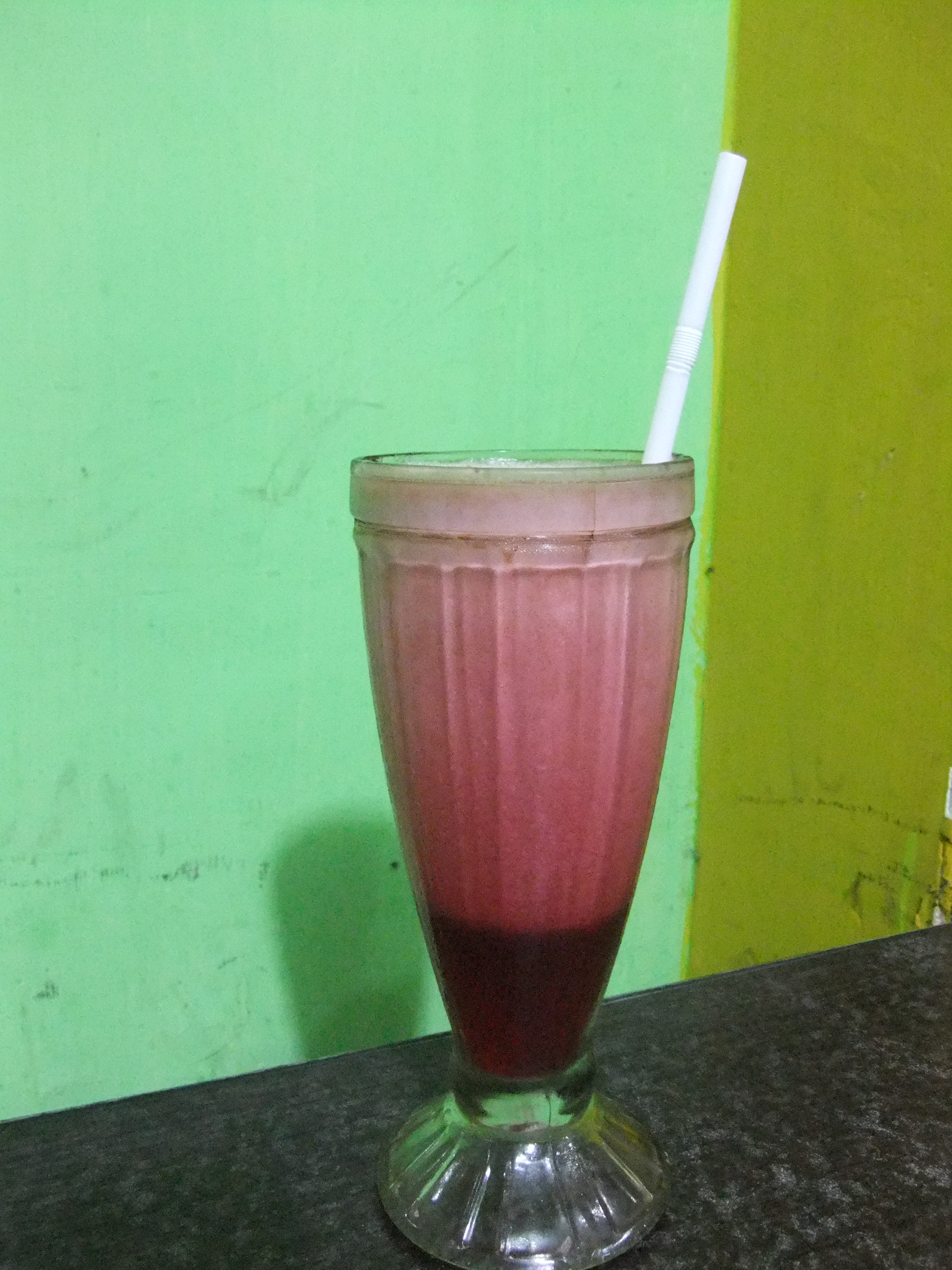
Сік з тамарільйо
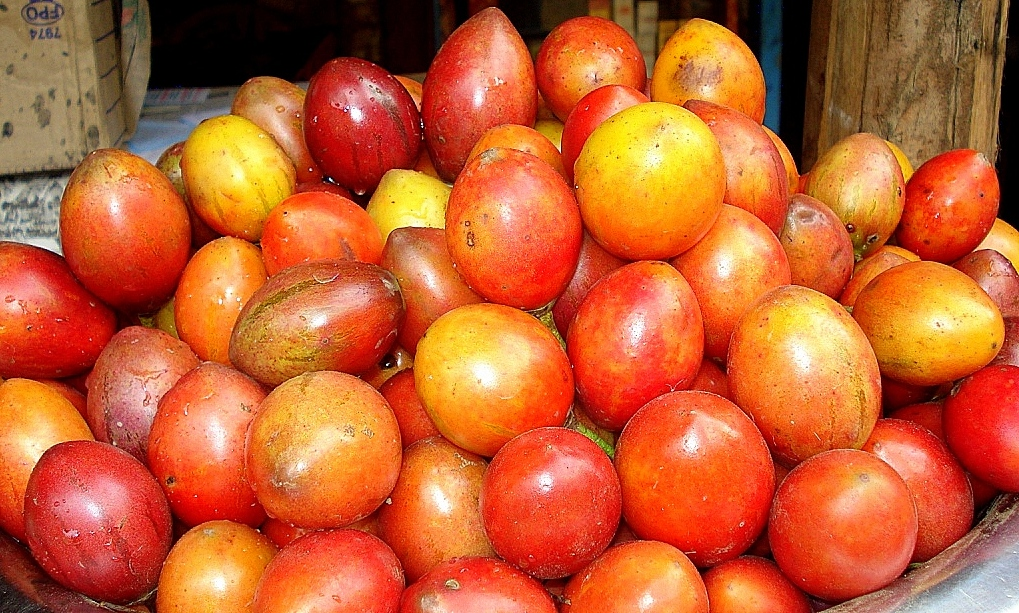

## Зберігання
Тамарільйо, якщо його не піддавати транспортуванню великими купами, може зберігатися досить довго. У ящику для овочів і фруктів у холодильнику він пролежить 7—10 діб, якщо він спочатку був свіжим.
У темному місці незрілий плід доходить самостійно.

## Застосування
Плоди дуже смачні, корисні для здоров'я. У них міститься багато вітамінів А, С, Е, РР, але особливо — вітамінів групи В (В2, В6, В9), мінеральних елементів: калію, кальцію, магнію, заліза і фосфору. Містить фолієву кислоту (вітамін В9), потреба в якій найгостріше відчувається під час вагітності.
Плоди вживають в їжу в свіжому вигляді, для цього попередньо потрібно очистити шкірку і зняти верхній шар до м'якоті. Тільки так можна уникнути попадання гірких частин плода. М'якоть плодів є чудовим доповненням деяких коктейлів і смузі, оскільки надає їм особливий аромат і неповторний смак.
Переважно використовують для консервування і кулінарної обробки (на кшталт помідорів). Тамарільйо погано зберігається і не витримує тривалого перевезення.
Він набагато солодший за помідори, що позначається на його калорійності (у тамарільйо — 50калл/100 г на відміну від  помідора до 25 ккал/100 г). Є дієтичним продуктом. Фрукт багатий на каротиноїди, які надають йому червоно-помаранчевий колір. Каротиноїди є сировиною для синтезу в організмі людини вітаміну А. Вживання тамарільйо сприятливо позначається на здоров'ї шкіри, волосся і нігтів, покращує регенерацію тканин, зміцнює зір і імунітет. Істотну користь має для нервової системи, оскільки він багатий на вітаміни групи В.
Багато в плодах томатного дерева і вітаміну С. Достатнє споживання — засіб профілактики і лікування грипу, ГРВІ та інших інфекційних захворювань, як вірусної, так і бактеріальної природи. Тамарільйо допоможе при цинзі, а також прискорить відновлення після перенесених важких хвороб і хірургічних втручань. Зміцнює імунітет, сприяє профілактиці і лікуванню атеросклерозу, усуває закрепи.
При недокрів'ї та рясних місячних тамарільйо також є доречним, адже в ньому багато заліза, отже він корисний для виконання організмом кровотворної функції. Завдяки високому вмісту магнію корисний для серця і нервової системи.
Примітно те, що в тамарільйо багато калію і майже не міститься натрій, тому плоди і сік рослини рекомендується вживати при набряках, нирковій недостатності та інших захворюваннях нирок.

## Розповсюдження
Природний ареал тамарільйо — перуанські Анди, Чилі, Болівія та Еквадор. У цих країнах воно досить широко поширене в дикому вигляді. У культурі тамарільйо поширене в країнах за місцем походження, а також в Аргентині, Венесуелі, Колумбії і Бразилії, а також в Новій Зеландії. Окремі плантації є в гірських районах Коста-Рики, Ямайки, Гватемали, Гаїті та Пуерто-Рико.